# Grindavík
Ne doit pas être confondu avec Grindavíkurbær.
Grindavík (prononcé en islandais [ˈkrɪntaˌviːk]) est une localité et un port de la côte sud de l'Islande, chef-lieu de la municipalité de Grindavíkurbær. Les habitants vivent surtout de la pêche et du tourisme thermal. Au début des années 2020, l'augmentation de l'activité géologique sous la Fagradalsfjall et le Svartsengi avec l'apparition de crises sismiques et le déclenchement d'éruptions volcaniques contraignent les habitants à quitter le bourg qui se transforme peu à peu en ville fantôme.

## Géographie

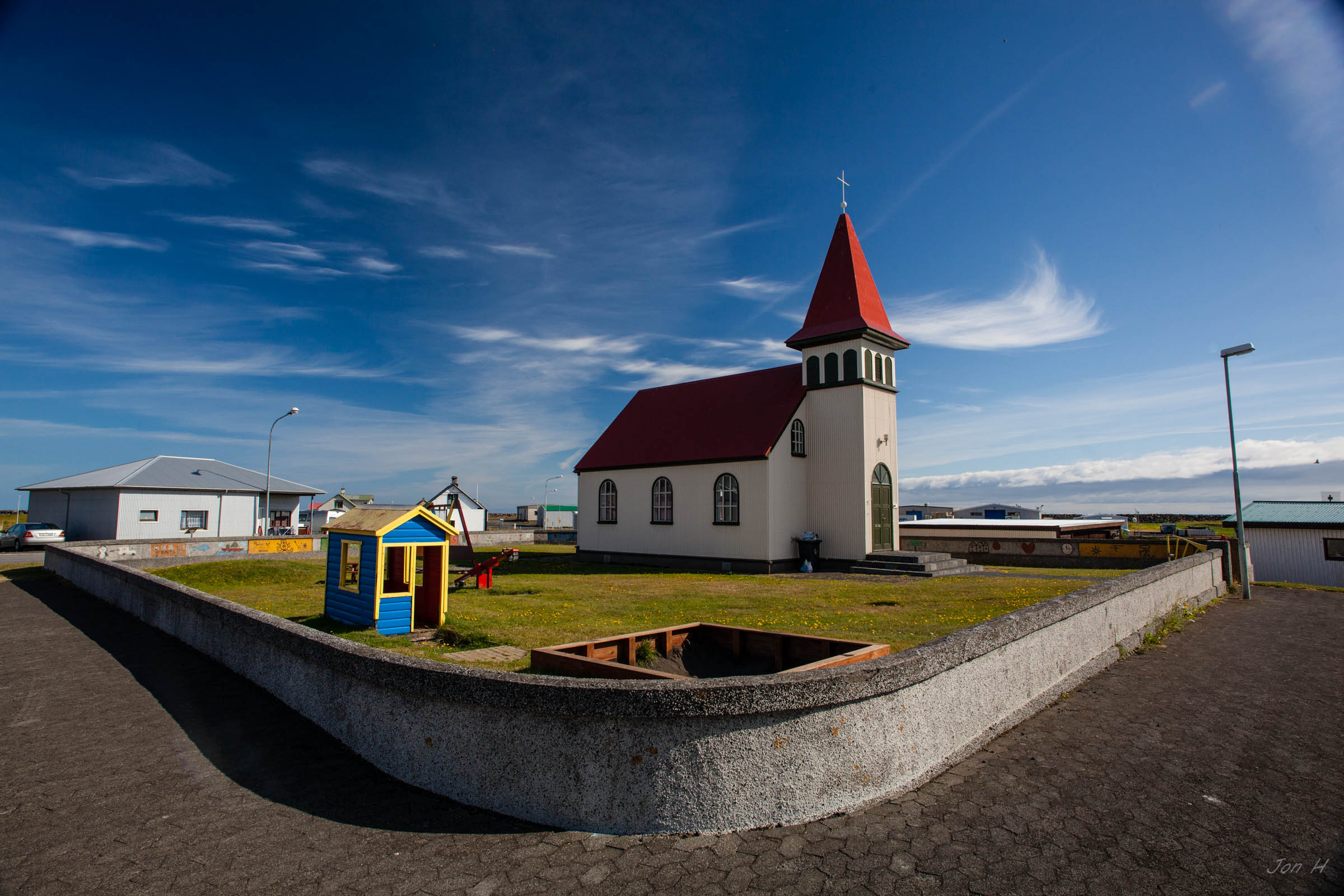
La vieille église de Grindavík dans le sud du bourg.

Le village est situé dans le sud-ouest de l'Islande, sur le littoral méridional de la Reykjanesskagi. À vol d'oiseau se trouvent vers l'ouest le Reykjanes à 14 kilomètres, vers le nord-ouest la ville de Hafnir à 16 kilomètres ainsi que l'aéroport international de Keflavík et la ville du même nom à 18 kilomètres, vers le nord le Lagon bleu et la centrale géothermique de Svartsengi à 4 kilomètres et la ville de Vogar à 15 kilomètres, vers le nord-est la ville de Reykjavik et son agglomération à une quarantaine de kilomètres, vers l'est la région volcanique de Krýsuvík à 17 kilomètres et la ville de Þorlákshöfn à 52 kilomètres. Grindavík est situé dans le sud-ouest du territoire municipal de Grindavíkurbær,.
Ce port de pêche ouvert sur l'océan Atlantique au sud est relié au reste du pays par les routes 425 vers l'ouest, 43 et 426 vers le nord et 427 vers l'est,. Les habitations s'étendent en arrière du port et de ses zones économiques. Au centre du bourg se trouvent les services administratifs (mairie, écoles, services de secours et de police, centres de santé, etc.), des commerces et des équipements touristiques (camping, golf, terrains de sport, piscine). À la sortie du village à l'est se trouvent quelques habitats dispersés le long de la route 427.

## Histoire

### Raid corsaire
En juin 1627, le corsaire barbaresque d'origine néerlandaise Jan Janszoon effectue un raid particulièrement audacieux sur Grindavik, connu sous le nom de Enlèvements turcs en Islande. Janszoon, alias Murâd Raïs,  loua un esclave danois (probablement un membre d’équipage capturé sur un navire danois) pour le piloter, lui et ses hommes, sur les côtes islandaises, où ils attaquèrent Grindavík. Les maigres recettes consistaient en un peu de poisson salé et quelques peaux, mais ils ont également capturé douze Islandais et trois Danois du village. En quittant Grindavík, ils réussirent, en arborant un faux pavillon, à tromper deux navires marchands danois et les pillèrent; les prisonniers furent vendus comme esclaves à Salé.

### Crise sismique et volcanique des années 2020
Après un calme géologique relatif dans la Reykjanesskagi pendant plusieurs centaines d'années — la dernière éruption du système volcanique de Reykjanes remonte à 1240 —, l'activité sismique et volcanique reprend au début des années 2020. Le volcan voisin de Fagradalsfjall entre en éruption en 2021, 2022 et 2023 et celui de Svartsengi en 2023, à cinq reprises en 2024 ainsi qu'en 2025, épisodes volcaniques accompagnés de plusieurs crises sismiques en essaim et de trémors entre 2020 et 2025 qui sont ressentis différemment par la population de Grindavík,.
Ainsi, à la fin 2023, une crise sismique affecte directement la ville. Elle se déclenche soudainement le 25 octobre avec plusieurs centaines à plusieurs milliers de secousses par jour détectées pendant plusieurs semaines,,. Leur intensité en très grande majorité inférieure à 3 mais dépassant parfois 4, la localisation des hypocentres à des profondeurs allant de 6 kilomètres à quelques centaines de mètres sous la surface, le déplacement progressif des épicentres, le soulèvement et l'affaissement du sol selon les secteurs ou encore l'apparition de failles — dont certaines au cœur de la ville — desquelles s'échappent des gaz indiquent aux géologues qu'un rechargement en magma est en cours dans la péninsule,. Ces évènements sont considérés comme le prélude à une éruption volcanique qui pourrait survenir le long de l'intrusion magmatique qui s'étend sur une quinzaine de kilomètres sous le Svartsengi qui s'étire entre la ville au sud d'une part et la centrale géothermique de Svartsengi et le Lagon bleu au nord d'autre part, ; le secteur le plus probable pour une apparition de la lave est situé à trois kilomètres au nord de la ville, mettant ainsi les zones habitées à proximité en danger.
Devant l'imminence probable d'une éruption volcanique et la crainte d'une reproduction du scénario de l'Eldfell en 1973 aux îles Vestmann, le Lagon bleu ferme ses portes le 9 novembre et les autorités décrètent l'état d'urgence et l'évacuation de la ville le 10, que la majorité des habitants quittent le 11,,. La centrale géothermique de Svartsengi qui alimente notamment l'agglomération de Reykjavik en électricité continue de fonctionner mais se met en état d'alerte. Dans les semaines qui suivent, les habitants qui sont relogés dans des centres d'hébergement ou chez des proches sont autorisés à venir récupérer leurs animaux de compagnie et des effets personnels. Deux semaines après, avec la baisse de l'activité sismique et du risque imminent de déclenchement d'une éruption volcanique, l'état d'urgence est levé le 24 novembre sans que les habitants ne puissent pour autant retourner vivre chez eux dans l'immédiat. Le soulèvement du sol se poursuivant dans le secteur qui pourrait être concerné par l'éruption au nord de la ville — signe que le rechargement en lave se poursuit —, les autorités érigent des levées destinées à canaliser les coulées de lave et envisagent d'arroser d'eau de mer celles qui menaceraient la ville,.
Dans la soirée du 18 décembre, après un petit épisode sismique, l'éruption se déclenche avec l'ouverture de fissures de quatre kilomètres de longueur sur le Svartsengi, au nord de Grindavík, l'extrémité méridionale de ces fissures se trouvant à trois kilomètres de la ville, ; les fontaines et les coulées de lave cessent leur activité le 21. Le 14 janvier 2024, deux nouvelles fissures actives quelques heures s'ouvrent au pied de la Hagafell, à quelques centaines de mètres au nord de la ville, et laissent s'échapper deux coulées de lave qui se dirigent vers le sud. L'une de ces coulées issue de la fissure la plus proche de la ville détruit trois habitations, première fois depuis l'éruption de l'Eldfell à Heimaey il y a 51 ans quasiment jour pour jour que des bâtiments sont détruits par la lave dans le pays,. Une autre éruption se déroule du 8 au 9 février 2024 dans le même secteur que celle du 18 décembre 2023 avec l'ouverture de fissures de trois kilomètres de longueur qui laissent s'échapper un panache volcanique et des fontaines de lave qui forment des coulées se dirigeant en grande partie vers l'ouest, coupant les routes 43 et 426 ainsi qu'une canalisation d'eau de chauffage urbain. Une quatrième éruption se déroule du 16 mars au 24 juin avec l'ouverture d'une fissure d'environ trois kilomètres de longueur dans le même secteur que les éruptions de décembre et de février. Une cinquième éruption se déroule du 22 août au 6 septembre,. Le 20 novembre, une nouvelle éruption se déclare dans le même secteur que les précédentes, provoquant l'évacuation de la ville dont les habitants avaient été autorisés à revenir ; les coulées de lave progressent rapidement vers le nord et l'ouest, atteignant les environs de la centrale géothermique de Svartsengi et du Lagon bleu en recouvrant son parking. Le 1er avril 2025, la ville est à nouveau évacuée à la suite du déclenchement d'une nouvelle éruption qui se termine le 3. Durant toute cette période, le gonflement du sol se poursuit et l'activité sismique reste élevée, signe que la lave circule toujours en sous-sol et peut ressortir à tout moment.

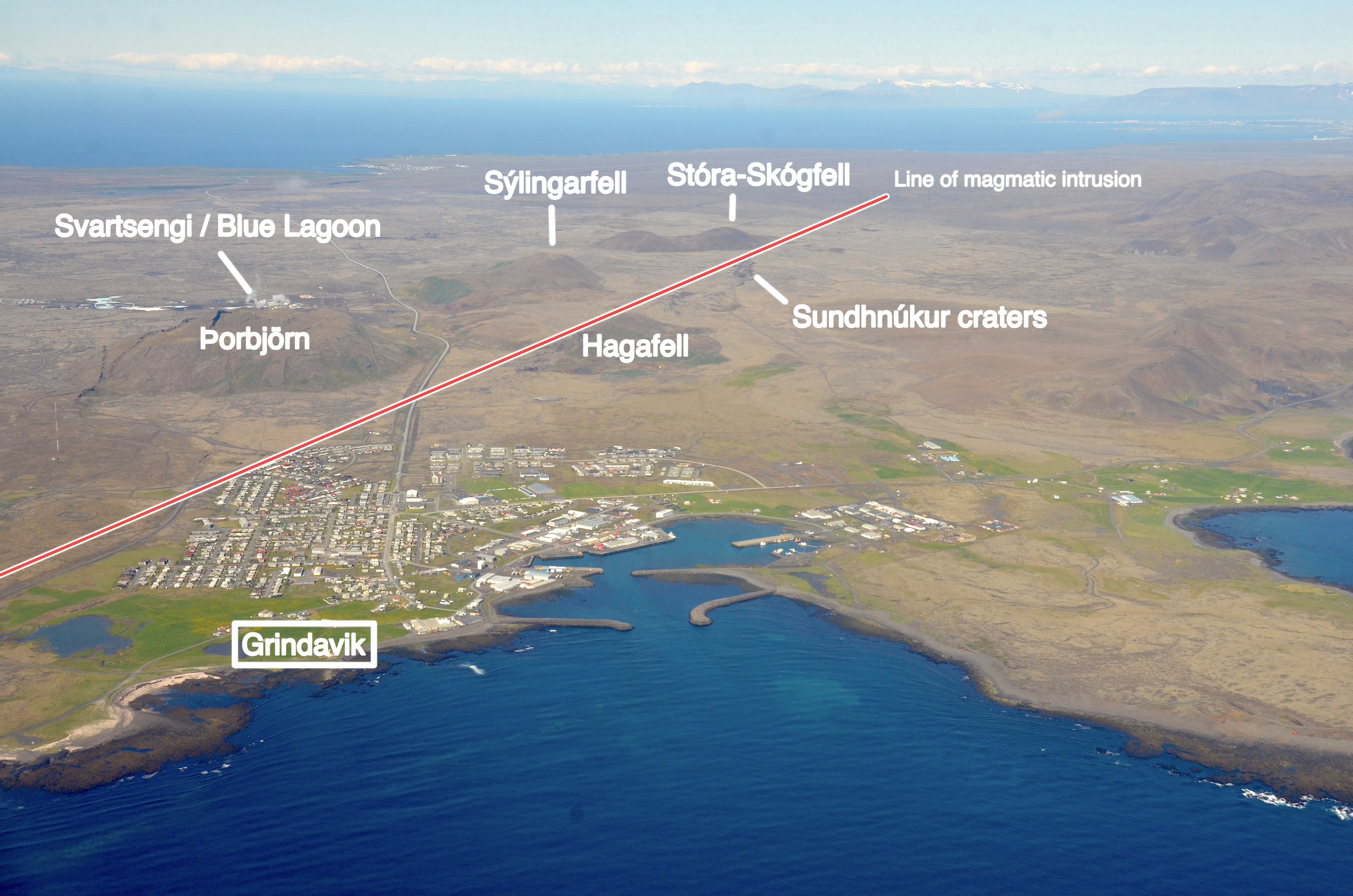
Vue aérienne annotée de Grindavík et de l'intrusion magmatique qui affecte la zone à la fin 2023.
- Cartographie des éruptions de décembre 2023 et janvier 2024.
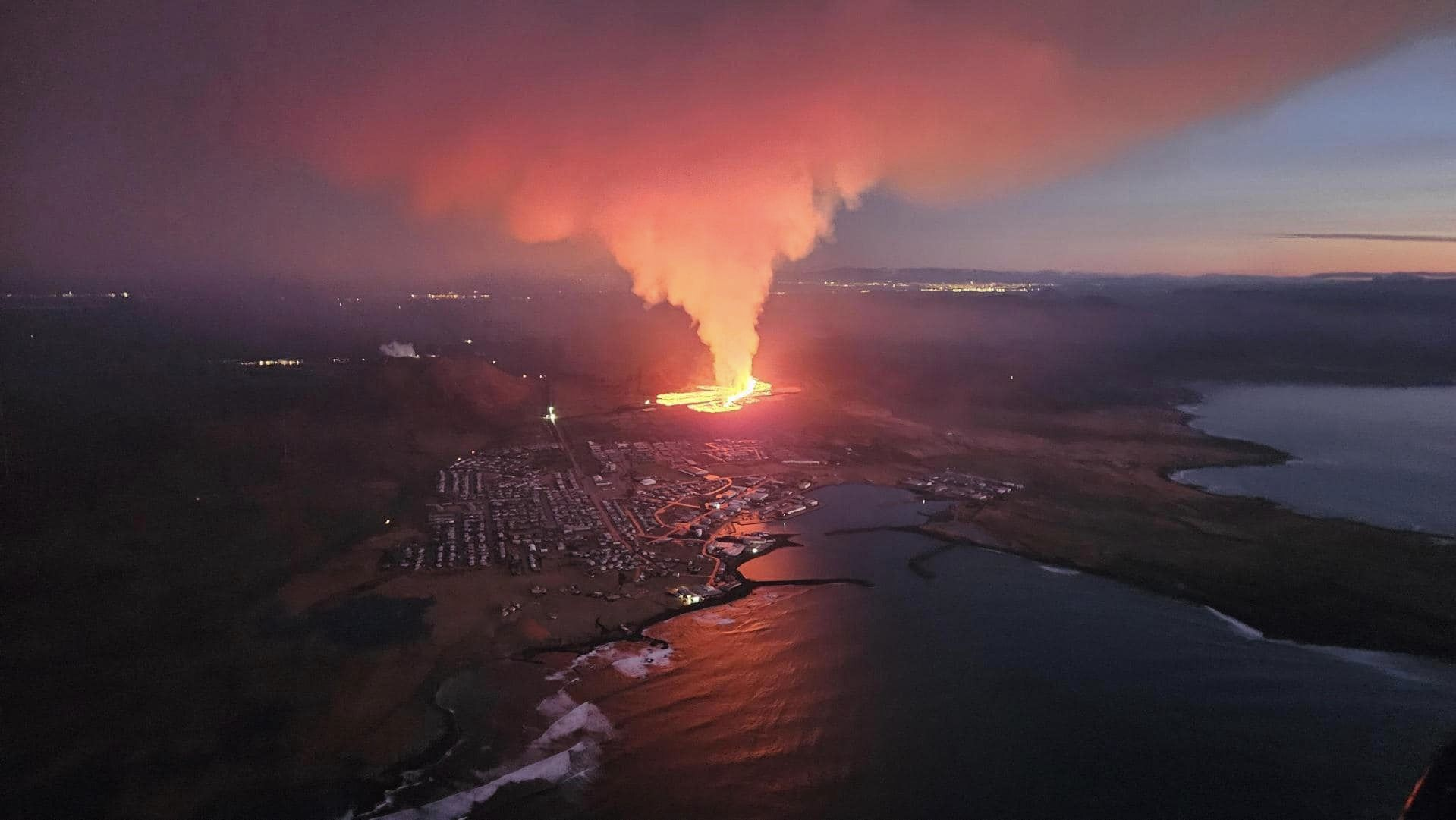
Vue aérienne de Grindavík dans les premières heures de l'éruption de janvier 2024.
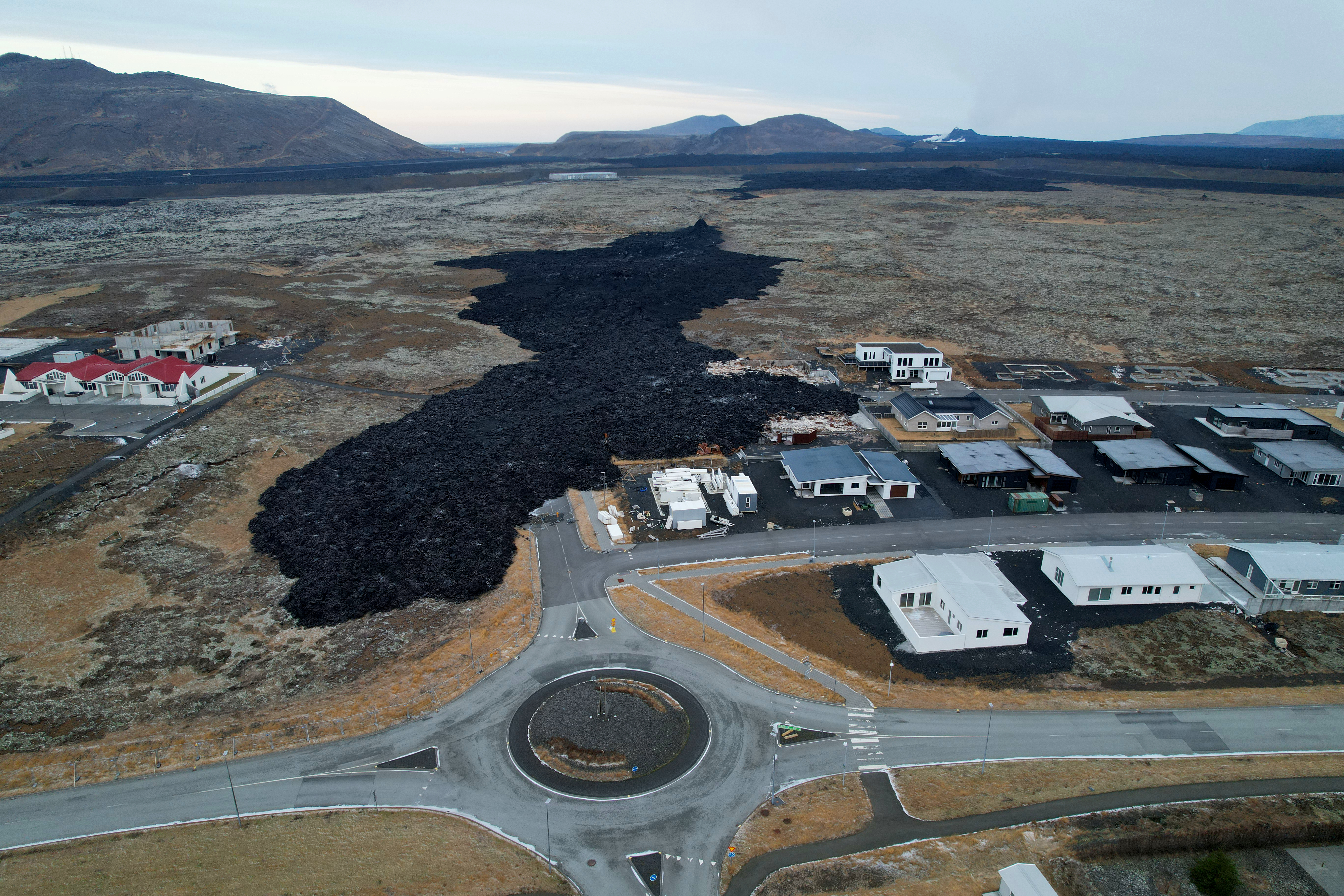
Vue aérienne d'une coulée de lave ayant détruit des maisons à Grindavík en novembre 2024.

## Économie
Le port de pêche offre une activité importante dans la transformation du poisson. Le tourisme s'est développé autour du Lagon bleu, situé au nord de la ville.
Néanmoins, la crise volcanique de 2023-2025 affecte fortement l'activité économique de la ville. L'activité portuaire est transférée sur d'autres sites dans le pays et le Lagon bleu ferme à plusieurs reprises,. Les destructions de biens matériels sont relativement limitées mais l'apparition de profondes fissures dans le sol fait craindre l'aggravation de dommages sur toute la commune,. Devant la persistance des risques, le gouvernement islandais met en place un programme de rachat des propriétés individuelles en mars 2024.

## Patrimoine naturel et architectural
Dans les environs de la ville, se trouvent le lagon bleu qui utilise les eaux de la centrale géothermique de Svartsengi ainsi que la région volcanique de Krýsuvík avec le Kleifarvatn.

## Personnalités liées à la localité
- Guðbergur Bergsson (1932-2023) : écrivain né à Grindavík.